# Cephaloleia luridipennis
Cephaloleia luridipennis es un coleóptero de la familia Chrysomelidae.
Fue descrita científicamente en 1905 por Weise.